# رياعة فيجية
رياعة فيجية (الاسم العلمي: Syzygium fijiense)، نوع من النباتات من فصيلة الآسية. موطنها فيجي.